# Замировский, Никифор Матвеевич
Никифор Матвеевич Замировский (14 декабря 1898 года — 11 мая 1948 года, Москва) — советский военачальник, генерал-майор, участник Первой мировой, Гражданской и Великой Отечественной войн.

## Биография
Никифор Матвеевич Замировский родился 14 декабря 1898 года в деревне Диневичи (ныне — Берестовицкий район Гродненской области Белоруссии). В мае 1916 года был призван на службу в Российскую императорскую армию. Участвовал в Первой мировой войне в составе 28-го Полоцкого пехотного полка, дослужился до звания старшего унтер-офицера. После роспуска старой армии Замировский был демобилизован.
В феврале 1918 года добровольцем поступил на службу в Рабоче-Крестьянскую Красную Армию. С отличие окончил Тамбовскую школу инструкторов. За годы Гражданской войны прошёл путь до командира роты 388-го Богунского стрелкового полка 44-й Киевской стрелковой дивизии. Принимал участие в боевых действиях против польских войск, за отличие при прорыве из окружения в районе населённого пункта Ольшанцы был удостоен высшей в то время награды — ордена Красного Знамени.
После окончания Гражданской войны продолжал службу в Красной Армии. В 1926 году окончил курсы «Выстрел», в 1930-е годы заочно окончил Военную академию имени М. В. Фрунзе. Будучи командиром и комиссаром 10-го Сахалинского стрелкового полка, Замировский находился в специальной командировке в Китайской Республике. С 1939 года — на преподавательской работе, был старшим преподавателем тактики Тамбовского пехотного училища, преподавателем тактики Высшей военной школы штабной службы. За несколько месяцев до начала Великой Отечественной войны был назначен заместителем командира 83-й горнострелковой дивизии Среднеазиатского военного округа.
В июле 1941 года Замировский был назначен командиром 310-й стрелковой дивизии, формировавшейся на территории Акмолинской области Казахской ССР. Это соединение было переброшено под Ленинград, и в конце августа 1941 года приняло свой первый бой против частей группы армий «Север». Под его командованием дивизия проявила себя во время Синявинской операции осени 1941 года, Тихвинской оборонительной и наступательной операций. Благодаря её упорному сопротивлению немецким войскам не удалось создать второе кольцо окружения вокруг Ленинграда, которое бы перекрыло дорогу через Ладожское озеро. В декабре 1941 года дивизия Замировского была переподчинена Волховскому фронту и получила задачу захватить и удержать плацдарм в районе Волховстрой — Кириши. Враг неоднократно предпринимал контратаки, пытаясь сбросить части обратно в реку Волхов, но безуспешно.
С июля 1942 года Замировский командовал 115-й стрелковой дивизии, однако в начале сентябре того же года был снят с должности и переведён на должность старшего преподавателя тактики фронтовых курсов усовершенствования начальствующего состава. В январе 1943 года стал командиром 71-й стрелковой дивизии. Во главе этого соединения Замировский активно участвовал в прорыве блокады Ленинграда, августовских наступательных боях на реке Ворскле. В боях под Котельвой его дивизия успешно вышла из-под удара превосходящих сил противника, после чего соединилась с другими соединениями и отразила все атаки. В ноябре 1943 года за потерю управления дивизией отстранён от командования.
Командовал 1031-м стрелковым полком 280-й стрелковой дивизии, затем исполнял должность командира 351-й стрелковой дивизии, был заместителем командира 8-й и 46-й запасной стрелковых дивизий. После окончания войны продолжал службу в Советской Армии. Был начальником курсов усовершенствования офицерского состава пехоты Беломорского и Приволжского военных округов. В октябре 1946 года уволен в запас. Скончался 11 мая 1948 года, похоронен на Введенском кладбище Москвы.

## Награды
- Орден Ленина (21 февраля 1945 года);
- 3 ордена Красного Знамени (17 декабря 1928 года, 6 февраля 1942 года, 3 ноября 1944 года);
- Орден Кутузова 2-й степени (8 февраля 1943 года);
- Орден Отечественной войны 1-й степени (15 сентября 1943 года);
- Медаль «За оборону Ленинграда» и другие медали.

## В культуре
- Замировский является одним из персонажей романа-эпопеи Александра Чаковского «Блокада», а также её одноимённой экранизации (его роль исполнил Владимир Трещалов).